# Исмаил, Атик
Атик Исмаил (фин. Atik Ismail; род. 5 января 1957, Хельсинки) — финский футболист. Трижды становился лучшим бомбардиром чемпионата Финляндии, выступал за национальную сборную.

## Футбольная карьера

### Клубная карьера
Начинал профессиональную карьеру в клубе ХИК, за который дебютировал в 1975 году. Сезон 1977 провёл в клубе «Киффен», но затем вернулся в ХИК. С октября 1978 по февраль 1979 года выступал в аренде за турецкий «Бешикташ», сыграл 10 матчей и забил 2 гола в чемпионате Турции. В ноябре 1979 года перешёл в бельгийский «Варегем», за который в том же месяце провёл два матча, но в дальнейшем за клуб не играл. В 1980 году был игроком шведского АИКа, с которым стал победителем второго дивизиона Швеции. Затем вернулся в Финляндию, где в течение четырёх сезонов был игроком ХИКа. Отметился забитым голом в ворота английского «Ливерпуля» (1:0), принеся ХИКу неожиданную победу в домашнем матче Кубка европейских чемпионов 1982/83, впрочем, в ответной встрече финский клуб уступил со счётом 0:5. Последние годы карьеры провёл в клубе «Копарит», с которым опустился из высшей в третью лигу Финляндии.

### Карьера в сборной
Финалист Юниорского турнира УЕФА 1975. За основную сборную Финляндии дебютировал 24 мая 1978 года в матче отборочного турнира чемпионата Европы 1980 против сборной Греции (3:0), в котором отметился дублем. Всего в составе национальной сборной провёл 26 матчей и забил 7 голов, последнюю встречу провёл 1 июня 1983 года против СССР.

## Дальнейшая деятельность
В годы футбольной карьеры и после её завершения страдал от алкоголизма, но позже смог побороть зависимость и с тех пор помогает другим зависимым.
Дважды предпринимал неудачные попытки избраться в Европейский парламент, баллотировался от партии «Зелёный союз» в 1999 году и от «Левого союза» в 2009. Входил в городской совет Куопио.
Также, после ухода из футбола, занялся поэзией и написанием книг. 

## Личная жизнь
Выходец из семьи финских татар. Имеет брата-близнеца Адиля, который также был футболистом, но не добился больших успехов. Как и брат был назван в честь турецких борцов Джелала Атика и Адиля Атана.
У Атика четверо детей: Кан Хейкконен (р. 1982), близнецы Пеле и Али Кольонен (р. 1988), Мария Кольонен (р. 1989). Сыновья Пеле и Али также стали футболистами.

## Достижения
- Чемпион Финляндии: 1978, 1981
- Обладатель Кубка Финляндии: 1981, 1984
- Финалист Юниорского турнира УЕФА 1975
- Лучший бомбардир чемпионата Финляндии: 1978, 1979, 1982
- Футболист года в Финляндии: 1978 (по версии журналистов)
- Член зала славы финского футбола[фин.] (с 2007 г.)